# ترابری در نیشابور
شهرستان نیشابور در مسیر ترابری مشهد-تهران جای گرفته و این امر بر رشد ترابری و شمار گذرهایش تأثیر می‌گذارد. حدوداً در ۱۹۴۵م/ ۱۳۲۳، نخستین دستگاه اتوبوس مسافربری به نیشابور درآمد. 

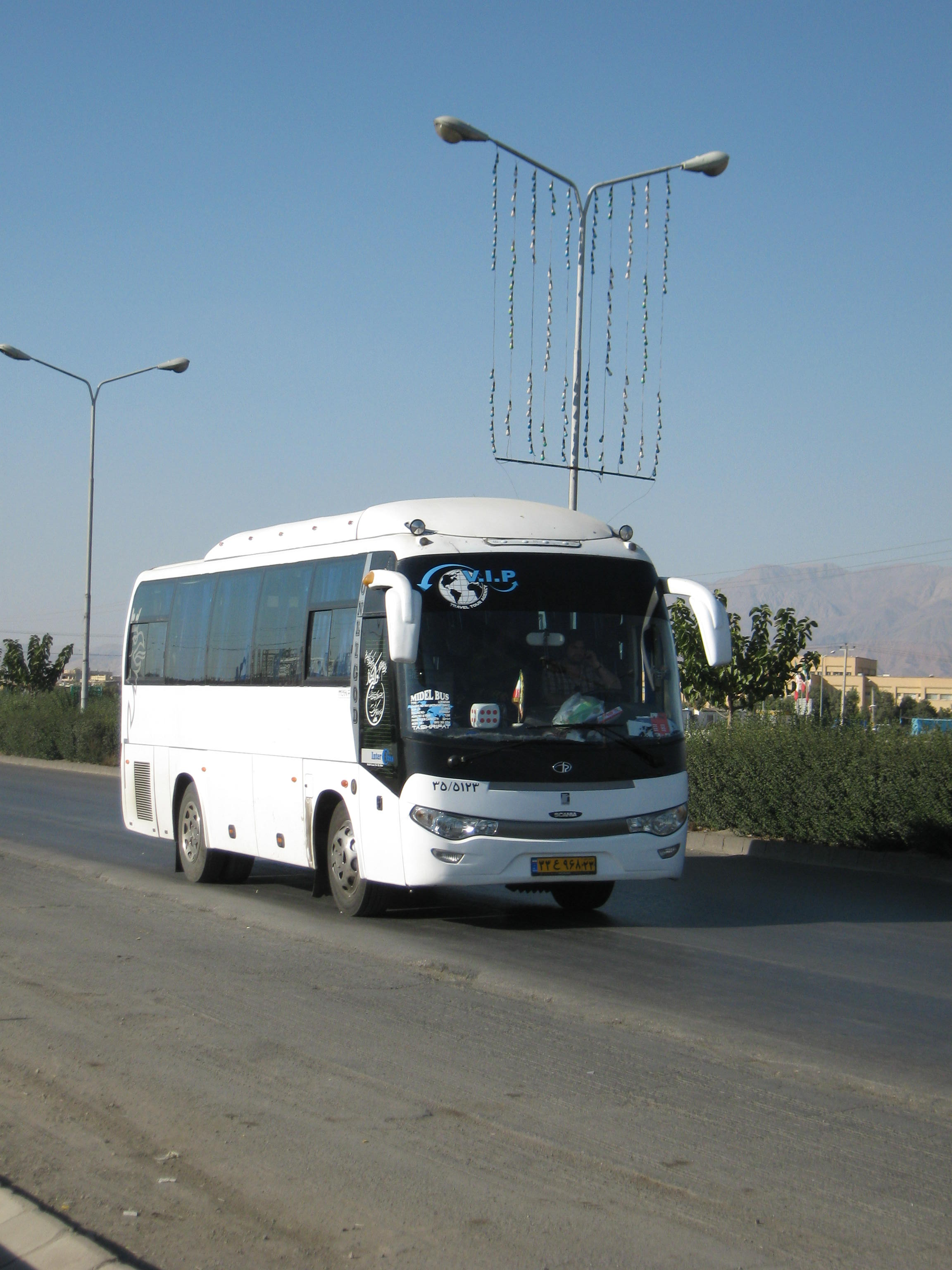
اتوبوسی مسافربری در بزرگراه ۴۴ شرق ایران که از میان شهر نیشابور می‌گذرد.

## برون‌شهری
بزرگراه ۴۴ شرق ایران، از میان شهر نیشابور می‌گذرد که مسافتش از این جادهٔ بزرگراهی با مشهد ۱۰۶ ک. م، تا تهران (خاورشهر، منطقه ۱۵) ۷۳۰ ک. م است. باجگیران با ۲۲۱ ک. م نزدیک‌ترین گذرگاه مرزی و عشق‌آباد با فاصلهٔ ۲۵۵ ک. م، نزدیکترین پایتخت یک کشور به نیشابور است. یک پایانهٔ مرکزی برون‌شهری در نیشابور پویاست که نابسامانی‌هایی دارد. همچنین یک پایانهٔ روستایی در نیشابور فعال است. نتیجهٔ یک کارشناسی رسمی، بیانگر میانگین فعالیّتِ حداقل ۱۵۰ تاکسی کرایه‌ای در همهٔ مسیرهای برون‌شهری نیشابور می‌باشد.

در اردیبهشت ۱۳۹۵ بیان شد که بیشتر آمار تخلفات موتورسیکلت‌ها در حوزه مرکزی شهر نیشابور است و۴۰ درصد کشته‌ها و مجروحان تصادفات، راکبان و ترک‌نشینان موتورسیکلت و ۵۰درصد نیز عابران پیاده هستند.

## درون‌شهری
| نسبت درصدی مناسب‌ترین ترکیب ترابری پایدار برای شهر نیشابور برپایهٔ تحلیل پایگانی | نسبت درصدی مناسب‌ترین ترکیب ترابری پایدار برای شهر نیشابور برپایهٔ تحلیل پایگانی | نسبت درصدی مناسب‌ترین ترکیب ترابری پایدار برای شهر نیشابور برپایهٔ تحلیل پایگانی | نسبت درصدی مناسب‌ترین ترکیب ترابری پایدار برای شهر نیشابور برپایهٔ تحلیل پایگانی | نسبت درصدی مناسب‌ترین ترکیب ترابری پایدار برای شهر نیشابور برپایهٔ تحلیل پایگانی |
| ------------------------------------------------------------------------------ | ------------------------------------------------------------------------------ | ------------------------------------------------------------------------------ | ------------------------------------------------------------------------------ | ------------------------------------------------------------------------------ |
| وسیله/گونه                                                                     | وسیله/گونه                                                                     |                                                                                | درصد                                                                           | درصد                                                                           |
| پیاده‌روی                                                                       | پیاده‌روی                                                                       |                                                                                | ۳۳٫۸٪                                                                          | ۳۳٫۸٪                                                                          |
| دوچرخه‌سواری                                                                    | دوچرخه‌سواری                                                                    |                                                                                | ۲۲٪                                                                            | ۲۲٪                                                                            |
| اتوبوس و مینی‌بوس                                                               | اتوبوس و مینی‌بوس                                                               |                                                                                | ۱۴٫۵٪                                                                          | ۱۴٫۵٪                                                                          |
| تاکسی                                                                          | تاکسی                                                                          |                                                                                | ۱۲٫۵٪                                                                          | ۱۲٫۵٪                                                                          |
| خودروی شخصی                                                                    | خودروی شخصی                                                                    |                                                                                | ۹٫۶٪                                                                           | ۹٫۶٪                                                                           |
| موتورسیکلت                                                                     | موتورسیکلت                                                                     |                                                                                | ۷٫۷٪                                                                           | ۷٫۷٪                                                                           |

طولانی‌ترین خیابان در نیشابور، «امام خمینی» با ۳٫۷ ک. م است که خیابان اصلی و مرکزی شهر است؛ طولانی‌ترین بلوار، «طالقانی» با ۶٫۵ ک. م است. ترابری درون‌شهری، تک هسته‌ای با محوریت خیابان اصلی است. شهر نیشابور، ده میدان دارد (به‌نام‌های ابوسعید، ادیب، ایران، آزادی، حافظ، خیام، شادیاخ، صنعت، فردوسی و فضل) که از این میان، میدان خیام (ساختهٔ ۱۹۴۰) برجستگی ویژه و کهن دارد. میدان مرکزی نیشابور، «ایران» نام دارد؛ ایران نامیدنِ آن برگرفته از نام سینمایی است که «بالاسان مِلیک ـ مِلکومیانس» در پیرامون این میدان با نام «ایران» ساخت که دومین سینمای نیشابور بود. این میدان رسماً پیش از ۱۳۵۷ش «شهناز» و سپس «امام خمینی» نامیده شده‌است.

سامانه هوشمندسازی تقاطع‌های نیشابور، در فروردین ۱۳۹۴ راه‌اندازی شد. یک پژوهش نشان می‌دهد که شهر نیشابور در زمینهٔ پیاده‌روی با اینکه امکانات فراوانی دارد، با محدودیت‌های بیشتری به‌ویژه در حوزه‌های اجتماعی، کالبدی و اقتصادی روبروست.  یک فرایند تحلیل سلسله مراتبی برپایهٔ پژوهش دانشجویی دانشکدهٔ علوم اجتماعی علامه طباطبایی، مناسب‌ترین ترکیب ترابری برای شهر نیشابور را اینگونه تعریف می‌کند: ۳۳٫۸٪ پیاده‌روی، ۲۲٪ دوچرخه‌سواری، ۱۴٫۵٪ اتوبوس و مینی‌بوس، ۱۲٫۵٪ تاکسی ۹٫۶٪ اتومبیل شخصی و ۷٫۷٪ موتورسیکلت.؛ بررسی‌های گستردهٔ «شرکت مهندسین مشاور» در سال‌های ۱۳۹۰ و ۱۳۹۱ نشانگر این است که در در ترکیب کنونی ترابری درون‌شهری نیشابور، سهم ترابری خصوصی‌محور (خودروی شخصی و موتورسیکلت) بسیار بالاست و بیش از ۶۰درصد است و در برابر آن، گونه‌های پایداری چون پیاده‌روی و دوچرخه‌سواری بسیار ناچیز می‌باشد.

## راه‌آهن
ایستگاه راه‌آهن شهر نیشابور در ۱ مرداد ۱۳۳۵/ ۲۳ ژوئیه ۱۹۵۶ افتتاح شد. و از ایستگاه‌های مهم راه‌آهن خراسان به‌شمار می‌رود که باربریِ پویا دارد.
در دی ماه سال ۱۳۸۸ تقاطع غیر همسطح این ایستگاه افتتاح شد که شرکت رجا این طرح را «بزرگترین تقاطع غیر همسطح راه و راه آهن» در ایران معرفی کرده‌است. در دی ۱۳۹۴ بیان شد که روزانه پنج هزار مسافر از این ایستگاه جابجا می‌گذرند.